# Gian-Luca Cavigelli
Gian-Luca Cavigelli (ur. 15 czerwca 1988), szwajcarski snowboardzista. Jak dotąd nie startował na igrzyskach olimpijskich ani na mistrzostwach świata. Najlepsze wyniki w Pucharze Świata w snowboardzie osiągnął w sezonie 2009/2010, kiedy to zajął 7. miejsce w klasyfikacji generalnej, a w klasyfikacji Big Air był drugi.

## Sukcesy

### Puchar Świata

#### Miejsca w klasyfikacji generalnej
- 2005/2006 - 134.
- 2006/2007 - 151.
- 2007/2008 - 107.
- 2008/2009 - 179.
- 2009/2010 - 7.

#### Miejsca na podium
1. Seul – 13 grudnia 2009 (Big Air) - 1. miejsce
2. Barcelona – 7 listopada 2009 (Big Air) - 2. miejsce
3. Londyn – 31 października 2009 (Big Air) - 2. miejsce